# Fumariola turkestanica
Fumariola turkestanica là một loài thực vật có hoa trong họ Anh túc. Loài này được Korsh. mô tả khoa học đầu tiên năm 1898.